# Satnica Đakovačka
Satnica Đakovačka est un village et une municipalité située dans le comitat d'Osijek-Baranja, en Croatie. Au recensement de 2001, la municipalité comptait 2 572 habitants, dont 99,14 % de Croates et le village seul comptait 1 723 habitants.

## Localités
La municipalité de Satnica Đakovačka compte 2 localités : Gašinci et Satnica Đakovačka.